# Shao-Lan Hertel

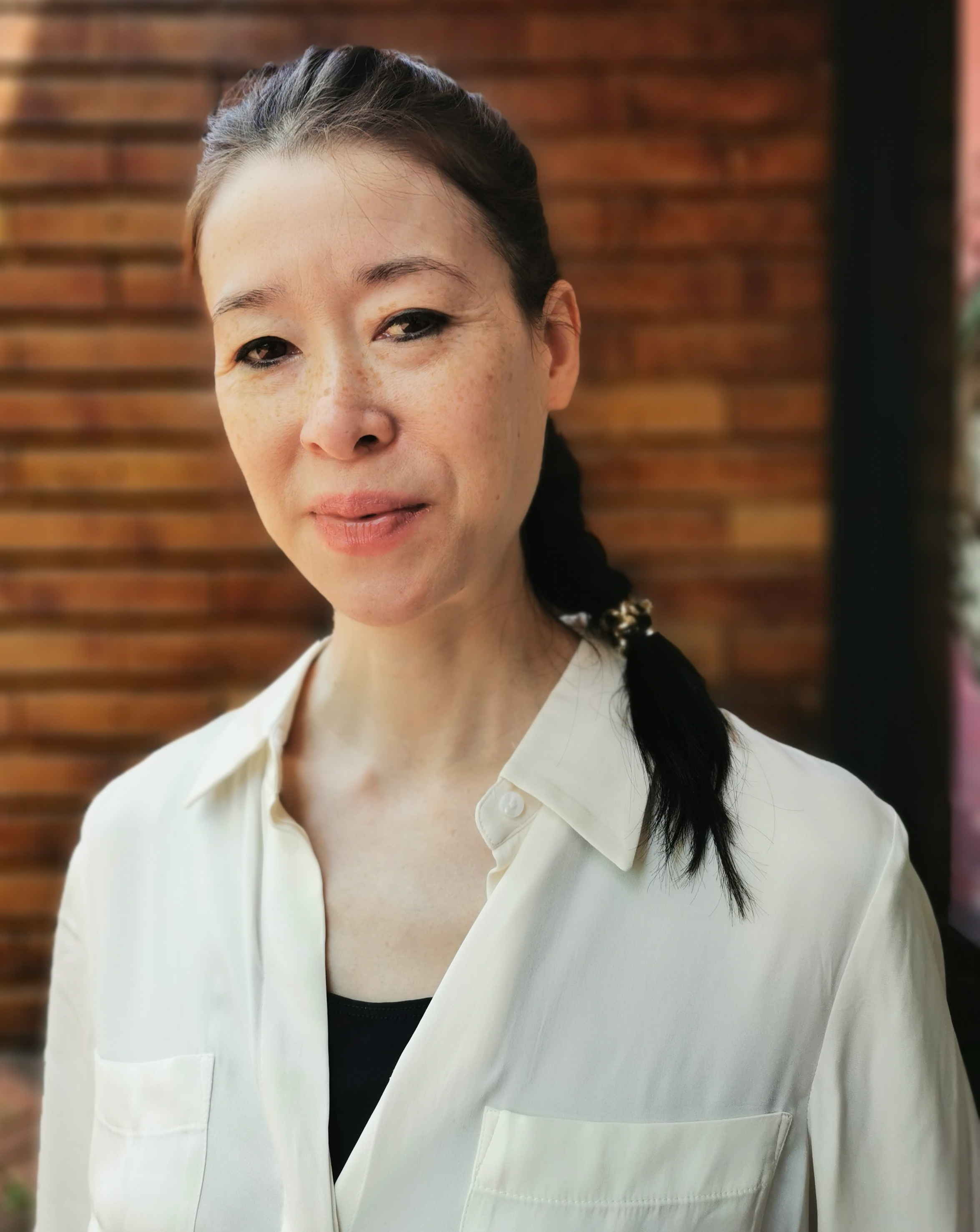
Shao-Lan Hertel (2025)

Shao-Lan Hertel (* 1981 in Bonn) ist eine deutsche Sinologin, Kunsthistorikerin und Hochschullehrerin und in der Nachfolge von Adele Schlombs wissenschaftliche Direktorin des Museums für Ostasiatische Kunst in Köln.

## Werdegang
In Bonn geboren zog Hertel nach dem Abitur nach Berlin und studierte dort im Magisterstudiengang sowie in Peking und Paris Sinologie, Chinesische Sprache und Ostasiatische Kunstgeschichte. 2016 wurde sie am Fachbereich Geschichts- und Kulturwissenschaften der FU Berlin promoviert. Hertel arbeitete als wissenschaftliche Mitarbeiterin und Gastprofessorin am Kunsthistorischen Institut der Freien Universität Berlin und vertrat dort im Sommersemester 2021 als Gastprofessorin das Fachgebiet Ostasiatische Kunstgeschichte in der Lehre und in der Betreuung der Studierenden.
Hertels Forschungsschwerpunkte umfassen die chinesische Schrift- und Tuschekunst der späten Kaiserzeit, Moderne und Gegenwart. Mehrjährige Forschungsaufenthalte führte sie an das Zentrum für Moderne Chinesische Kalligrafie an der Nationalen Kunstakademie, Hangzhou, und an die Akademie für Kunst und Design der Tsinghua-Universität, Peking. Seit 2018 arbeitete Hertel wissenschaftlich und kuratorisch in der Sammlungsabteilung des Tsinghua University Art Museum in Peking. Sie war J. S. Lee Memorial Fellow bei der in Hong Kong ansässigen Bei Shan Tang Foundation. Ende Mai 2023 wurde sie zur wissenschaftlichen Direktorin des Museums für Ostasiatische Kunst in Köln berufen. Sie hat ihre Arbeit zum 1. Juli 2023 für fünf Jahre aufgenommen.

## Publikationen (Auswahl)
- Between Zheng Fu (1622–1693) and Zhang Ding (1917–2010): Three Hundred Years of Metal-And-Stone-Seal and Clerical-Script Calligraphy in the Collection of Tsinghua University Art Museum (TAM). Postdoktorale Dissertation Tsinghua-Universität, Tsinghua Universitätsbibliothek, Peking 2021.
- The Inner Workings of Brush-and-Ink: A Study on Huang Binhong (1865–1955) as Calligrapher, with Special Respect to the Concept of Interior Beauty (neimei). Dissertation Freie Universität Berlin 2017.
- mit Annegret Bergmann, Juliane Noth, Antje Papist-Matsuo und Wibke Schrape (Hrsg.): Elegante Zusammenkunft im Gelehrtengarten. Studien zur Ostasiatischen Kunst zu Ehren von Jeong-hee Lee-Kalisch = Elegant gathering in a scholar’s garden. deutsch/englisch, Verlag und Datenbank für Geisteswissenschaften, Weimar 2015, ISBN 978-3-89739-850-4.

### Aufsätze und Katalogbeiträge (Auswahl)
- Wang Dongling (*1945), in: Andreas Beyer, Bénédicte Savoy, Wolf Tegethoff (Hrsg.): Allgemeines Künstlerlexikon (AKL): Die Bildenden Künstler aller Zeiten und Völker (Artists of the World), Bd. 115. De Gruyter, Berlin, Boston 2022, S. 531–533.
- Zeichen setzen. Eine transregionale Themenausstellung zu ostasiatischer Schreibkunst und Schriftkultur im Humboldt Forum, in: Ostasiatische Zeitschrift, Neue Serie, Nr. 42 (Herbst 2021), S. 38–47.
- Deterritorializing Chinese Calligraphy: Wang Dongling and Martin Wehmer’s ‘Visual Dialogue’ (2010), in: The Journal of Transcultural Studies 11, Nr. 2 (Winter 2020), Themenheft How We Work Together: Ethics, Histories, and Epistemologies of Artistic Collaboration (Gasthrsg. Franziska Kelan-Koch), S. 113–149.
- Creating Academic-Museal Dialogue In-Between Ivory Towers and Unwritten Pages: Tsinghua University Art Museum and Its Collection of Chinese Contemporary Calligraphy, Cahiers d'Histoire, Bd. 37, Nr. 2 (Winter 2020), Sonderausgabe Génération: Histoires nouvelles en Chine et en Asie de l’Est (Gasthrsg. Carl Déry), S. 93–137.
- Of Kowloon’s Uncrowned Kings and True Recluses: Commemoration, Trace, and Erasure, and the Shaping of a Hong-Kong-topia from Chen Botao (1855–1930) to Tsang Tsou-choi (1921–2007), in: Art Research, Bd. 1 (Februar 2020), Sonderheft Landscapes in Art, Theory, and Practice across Media, Time, and Place, Art Research Center, Ritsumeikan-Universität, S. 24–35.
- Tasting Antiquity in a "Newborn Palace of Art": Collecting and Displaying Chinese Calligraphy at Tsinghua University Art Museum, in: Yishu: Journal of Contemporary Chinese Art, Bd. 18, Nr. 4 (Juli/August 2019), S. 23–44.
- Portrait of Wang Menglou Playing Qin (Kat.-Nr. 35); Portrait of Wang Yuyan Drawing Orchids (Kat.-Nr. 36); Portrait of Tang Jinzhao in Leisure Activity (Kat.-Nr. 44); Portrait of Tao Guan Appreciating an Inkstone (Kat.-Nr. 46); Portrait of Married Couple Reading in a Studio (Kat.-Nr. 61), in: Klaas Ruitenbeek (Hrsg.): Faces of China: Portrait Painting of the Ming and Qing Dynasties (1368–1912). Ausstellungskatalog, Michael Imhof, Petersberg 2017.
- Texturing the Landscape: Stone-Engraving Traditions in China as Human Refinement, A Contemporary Position, in: Ritsumeikan Studies in Language and Culture, International Institute of Language and Culture Studies, Ritsumeikan-Universität, Bd. 28, Nr. 4 (März 2017), S. 21–31.
- Lines in Translation: Cross-Cultural Encounters in Modernist Calligraphy, Early 1980s–Early 1990s, in: Yishu: Journal of Contemporary Chinese Art, Bd. 15, Nr. 4 (Juli/August 2016), S. 6–28.
- Lin Sanzhi (1898–1989), in: Andreas Beyer, Bénédicte Savoy, Wolf Tegethoff (Hg.): Allgemeines Künstlerlexikon (AKL): Die Bildenden Künstler aller Zeiten und Völker, Bd. 84. De Gruyter, Berlin 2015, S. 471.